# Eduard Gajfullin
Eduard Gajfullin (ur. 21 grudnia 1969) – rosyjski bokser, brązowy medalista Mistrzostw Europy 1993 w Bursie, ćwierćfinalista Mistrzostw Świata 1993 w Tampere, zdobywca Pucharu Kanady 1990, wicemistrz Rosji w kategorii papierowej z roku 1995.

## Kariera
W czerwcu 1990 zwyciężył w pucharze Kanady, zajmując pierwsze miejsce w kategorii papierowej. W ćwierćfinale pokonał Meksykanina Juana Pacheco, wygrywając na punkty (28:20), w półfinale pokonał na punkty (14:7) Dominikańczyka Fausto del Rosario, a w finale po dogrywce (+14:14) reprezentanta Kuby Geovani Sancheza. W listopadzie tego samego roku został finalistą turnieju im. Feliksa Stamma rozgrywanego w Warszawie. W półfinale kategorii papierowej pokonał na punkty (5:0) reprezentanta Stanów Zjednoczonych Bradleya Martineza, a w finale przegrał na punkty (1:4) z reprezentantem Polski Rafałem Niedbalskim.
W maju 1993 był uczestnikiem Mistrzostw Świata 1993 w Tampere. W 1/8 finału pokonał na punkty (11:10) utytułowanego Kubańczyka Rogelio Marcelo, a w ćwierćfinale przegrał na punkty (0:12) z Nszanem Munczianem.
We wrześniu 1993 zdobył brązowy medal na Mistrzostwach Europy 1993 w Bursie. W 1/8 finału pokonał reprezentanta Armenii Alexa Malandyana, wygrywając z nim na punkty (16:8), w ćwierćfinale reprezentanta Niemiec Jana Quasta, pokonując go na punkty (5:4), a w półfinale przegrał z Węgrem Pálem Lakatosem, któremu uległ na punkty (2:8).
W lipcu 1994 reprezentował Rosję na Igrzyskach Wspólnoty Narodów 1994 w Petersburgu. Odpadł w ćwierćfinale, przegrywając przed czasem z Kubańczykiem Manuelem Mantillą. W 1997 doszedł do półfinału pucharu Rosji w kategorii papierowej.
We wrześniu 1995 zdobył brązowy medal na Światowych Wojskowych Igrzyskach Światowych 1995 w Rzymie. W półfinale kategorii papierowej przegrał na punkty (4:6) z Tajem Somrotem Kamsingiem.